# Judith Ayaa
Judith Ayaa (ur. 15 czerwca 1952 w Koch Goma, zm. w 2002 w Kampali) – ugandyjska lekkoatletka, sprinterka.

## Kariera sportowa
Brązowa medalistka Igrzysk Brytyjskiej Wspólnoty Narodów (1970) w biegu na 400 metrów
Ośmiokrotnie stawała na najwyższym stopniu podium mistrzostw Afryki Wschodniej i Centralnej w konkurencjach indywidualnych. 
Podczas igrzysk olimpijskich w Monachium (1972) odpadła w półfinałowym biegu na 400 metrów.

## Rekordy życiowe
- Bieg na 400 metrów – 52,68 (1972) były rekord Ugandy[3]